# Komagaku
Le komagaku (高麗楽) est une forme du gagaku, ou musique de cour, originaire de Corée et apparue au Japon au début de l'époque de Nara (710-794)et qui est souvent jouée comme danse d'accompagnement. Contrairement à d'autres formes de gagaku, le komagaku n'utilise pas d'instruments à cordes pincées, seulement les vents et les percussions.